# Championnat d'Anguilla de football
Le championnat d'Anguilla de football (AFA Senior Male League ou AFA League en anglais) a été créé en 1997.

## Équipes participantes en 2023
| \| The Valley : ALHCS Spartan Attackers FC Diamond FC Lymers FC Uprising FC The Valley Roaring Lions Eagle Claw Doc's United West End \| Localisation des équipes engagées. |
| The Valley : ALHCS Spartan Attackers FC Diamond FC Lymers FC Uprising FC The Valley Roaring Lions Eagle Claw Doc's United West End                                          |

| Club               | Classement 2022 | Ville         | Stade                                     |
| ------------------ | --------------- | ------------- | ----------------------------------------- |
| Roaring Lions (en) | Champion        | Stoney Ground | Ronald Webster Park (en)                  |
| Attackers FC (en)  | Finaliste       | The Valley    | Ronald Webster Park                       |
| Doc's United (es)  | 3e              | George Hill   | Ronald Webster Park                       |
| Lymers FC          | 4e              | The Valley    | Raymond E. Guishard Technical Centre (es) |
| Uprising FC        | 7e              | The Valley    | Raymond E. Guishard Technical Centre      |
| Diamond FC (en)    | 8e              | The Valley    | JRW Park                                  |
| ALHCS Spartan      | 9e              | The Valley    | JRW Park                                  |
| West End Predators | 10e             | West End      |                                           |
| Eagle Claw FC      | 11e             | Little Dix    | Little Dix Field                          |

Légende des couleurs
- Tenant du titre

## Palmarès

### Par édition
| Saison    | Champion               |
| --------- | ---------------------- |
| 1997-1998 | ALHCS Spartan (en) (1) |
| 1998-1999 | Attackers FC (en) (1)  |
| 1999-2000 | Championnat non tenu   |
| 2000-2001 | Roaring Lions (en) (1) |
| 2001-2002 | Roaring Lions (en) (2) |
| 2002-2003 | Roaring Lions (en) (3) |
| 2004      | ALHCS Spartan (en) (2) |
| 2005-2006 | Roaring Lions (en) (4) |
| 2006-2007 | Kicks United (en) (1)  |

| Saison    | Champion               |
| --------- | ---------------------- |
| 2007-2008 | Attackers FC (en) (2)  |
| 2008-2009 | Attackers FC (en) (3)  |
| 2009-2010 | Roaring Lions (en) (5) |
| 2010-2011 | Kicks United (en) (2)  |
| 2011-2012 | Kicks United (en) (3)  |
| 2012-2013 | Attackers FC (en) (4)  |
| 2013-2014 | Roaring Lions (en) (6) |
| 2014-2015 | Kicks United (en) (4)  |

| Saison    | Champion                |
| --------- | ----------------------- |
| 2015-2016 | Salsa Ballers (en) (1)  |
| 2016-2017 | Roaring Lions (en) (7)  |
| 2018      | Kicks United (en) (5)   |
| 2019      | Kicks United (en) (6)   |
| 2020      | Roaring Lions (en) (8)  |
| 2021      | Roaring Lions (en) (9)  |
| 2022      | Roaring Lions (en) (10) |
| 2023      | Doc's United (es) (1)   |
| 2024      | Doc's United (es) (2)   |

### Par club
| Rang | Équipes            | Ville         | Titre(s) | Année(s)                                                      |
| ---- | ------------------ | ------------- | -------- | ------------------------------------------------------------- |
| 1    | Roaring Lions (en) | Stoney Ground | 10       | 2001, 2002, 2003, 2006, 2010, 2014, 2017, 2020, 2021 et 2022. |
| 2    | Kicks United (en)  | The Valley    | 6        | 2007, 2011, 2012, 2015, 2018 et 2019.                         |
| 3    | Attackers FC (en)  | The Valley    | 4        | 1999, 2008, 2009 et 2013.                                     |
| 4    | ALHCS Spartan (en) | The Valley    | 2        | 1998 et 2004.                                                 |
| 4    | Doc's United (es)  | The Valley    | 2        | 2023, 2024.                                                   |
| 5    | Salsa Ballers (en) | George Hill   | 1        | 2016.                                                         |